# Charles Critchfield
Charles Louis Critchfield, né le 7 juin 1910 à Shreve et mort le 12 février 1994 à Los Alamos, est un physicien et mathématicien américain.

## Biographie
Diplômé de l'université George Washington où il a obtenu son doctorat en physique sous la direction d'Edward Teller en 1939, Charles Critchfield mène des recherches en balistique à l’Institute for Advanced Study à l'université de Princeton et au Ballistic Research Laboratory (en) de l’Aberdeen Proving Ground. Il obtient trois brevets pour des conceptions améliorées de sabot.
En 1943, Edward Teller et Robert Oppenheimer persuadent Critchfield de travailler au Laboratoire national de Los Alamos, qui fait partie du Projet Manhattan. Il intègre la « division d'artillerie » sous la supervision du capitaine William Sterling Parsons et travaille sur les armes nucléaires à fission comme Little Boy et Thin Man. Après la découverte que la conception du Thin Man est fautive, il est muté à la « division gadget » dirigée par Robert Bacher, responsable de la conception et de l'essai de l'« Urchin », un détonateur à neutrons qui permet la détonation du Fat Man.
Après la guerre, Critchfield est nommé professeur à l'université du Minnesota, puis vice-président de la recherche à la division Convair de General Dynamics, où il travaille sur la famille de fusées Atlas. En 1961, J. Carson Mark et Norris Bradbury lui offre un poste au Laboratoire national de Los Alamos, qu'il occupe jusqu'à sa retraite en 1977.